# Alvesia clerodendroides
Alvesia clerodendroides là một loài thực vật có hoa trong họ Hoa môi. Loài này được (T.C.E.Fr.) B.Mathew mô tả khoa học đầu tiên năm 1972.